# Кратократия
Кратократия или кратерократия (от κράτος («кратос») — «мощь, сила, власть, вождь») — форма государственного правления, при которой власть сосредоточена в руках небольшой группы сильных, влиятельных людей. Американский философ Уильям Пепперелл Монтегю определил кратократию как правление, основанное на принудительной власти, со стороны тех, кто достаточно силен, чтобы захватить контроль над государством и обществом посредством физического насилия или демагогических манипуляций. От других форм правления кратократия отличается тем, что её власть не основана на законах или конституции, а скорее на личной власти и авторитете правящей элиты. Сущность кратократии можно выразить американским афоризмом «Сила порождает право».
Кратократии часто возникают в периоды нестабильности или упадка, когда центральная власть слаба и отдельные лица или группы берут на себя власть силой или принуждением. Правящая элита может состоять из военных лидеров, богатых землевладельцев, религиозных деятелей или других влиятельных фигур.
Российский социолог Аркадий Пригожин описывал кратократию как социальную болезнь (социокультурную патологию), свойственную не только для госорганов или человека, типичную для России и ряда восточных обществ.

## Характеристики кратократии
- Концентрация власти: власть сосредоточена в руках небольшой группы людей, которые обычно не подотчётны народу.
- Отсутствие верховенства закона: законы и конституции часто игнорируются или подчиняются воле правящей элиты.
- Принуждение и насилие: правящая элита часто использует принуждение и насилие для поддержания своей власти и подавления инакомыслия.
- Коррупция и непотизм: кратократии часто характеризуются коррупцией и непотизмом, поскольку правящая элита использует свою власть для личного обогащения и продвижения своих соратников.
- Отсутствие политических свобод: гражданские и политические свободы, такие как свобода слова, собраний и ассоциаций, часто подавляются в кратократиях.

## Исторические примеры кратократии
- Военная хунта в Чили под руководством Аугусто Пиночета
- Режим «красных кхмеров» в Камбодже
- Правление Иди Амина в Уганде

## Последствия кратократии
Кратократии часто приводят к следующим последствиям:
- Отсутствие стабильности и порядка
- Экономический упадок
- Нарушения прав человека
- Социальное неравенство

Кратократии нестабильны по своей природе, поскольку основаны на личной власти, а не на законных институтах. Они также могут привести к социальным волнениям и конфликтам из-за отсутствия политических свобод и экономического неравенства.